# Sonata de iglesia n.º 9 (Mozart)
La Sonata de iglesia n.º 9 en sol mayor, K. 241 es una sonata de iglesia en un único movimiento, escrita por Wolfgang Amadeus Mozart en el mes de enero de 1776, cuando tenía veinte años. 
La pieza fue compuesta en Salzburgo, para su uso por parte del príncipe-arzobispo Hieronymus von Colloredo, a cuyo servicio trabajaba Mozart desde 1772.

## Características
La obra está escrita en compás de compasillo, con una indicación de tempo de Allegro. Presenta una extensión de ochenta y un compases, y consta de dos secciones, ambas repetidas: la primera (compases 1-35) se desplaza a la tonalidad de la dominante (re mayor), mientras que la segunda (compases 36-81) regresa a la tonalidad principal. Por otra parte, como la mayor parte de las sonatas de iglesia mozartianas, está escrita para 2 violines, órgano, y bajos (violonchelo y contrabajo, y fagot ad libitum).